# Miraporanga
Miraporanga é o distrito mais antigo no município brasileiro de Uberlândia, do estado de Minas Gerais.
Também é conhecido por "Santa Maria", que foi seu nome até 1943, e também como os moradores designam o distrito até nos dias atuais.
Pelo Decreto-Lei 1058, de 31/12/1943 Uberlândia possui 5 Distritos:
- 965 - Distrito-Sede: Uberlândia.
- 966 - Cruzeiro dos Peixotos (255)
- 967 - Martinésia (ex-Martinópolis)
- 968 - Miraporanga (ex-Santa Maria)
- 969 - Tapuirama (256)

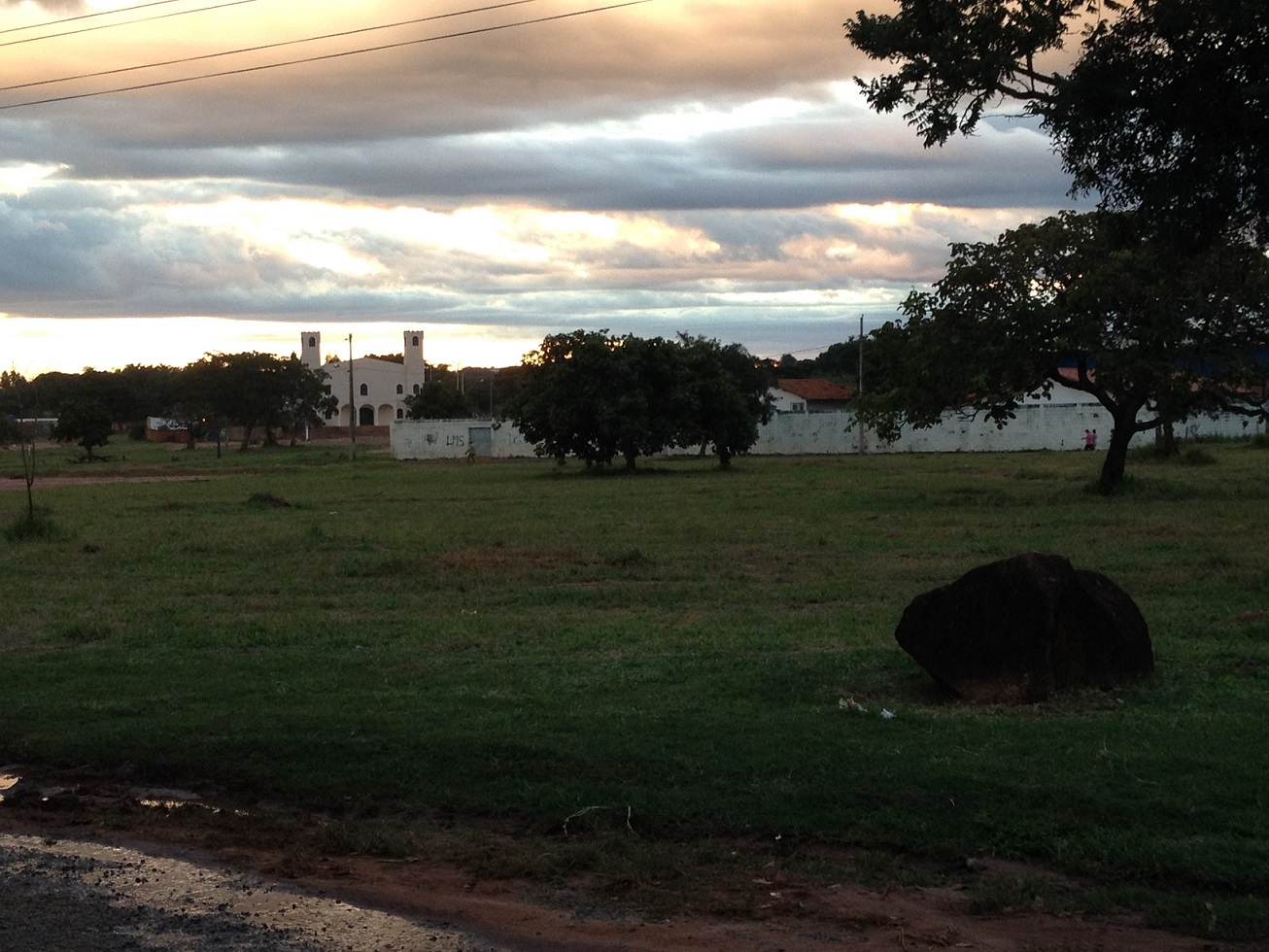
Igreja Morada Nova -Miraporanga

- O Distrito de Miraporanga está localizado a sudoeste de Uberlândia.
- É considerado o "marco zero" da criação do município de Uberlândia, pois lá tiveram início as primeiras famílias que deram origem a cidade hoje conhecida por Uberlândia. Igreja do centro de  Miraporanga

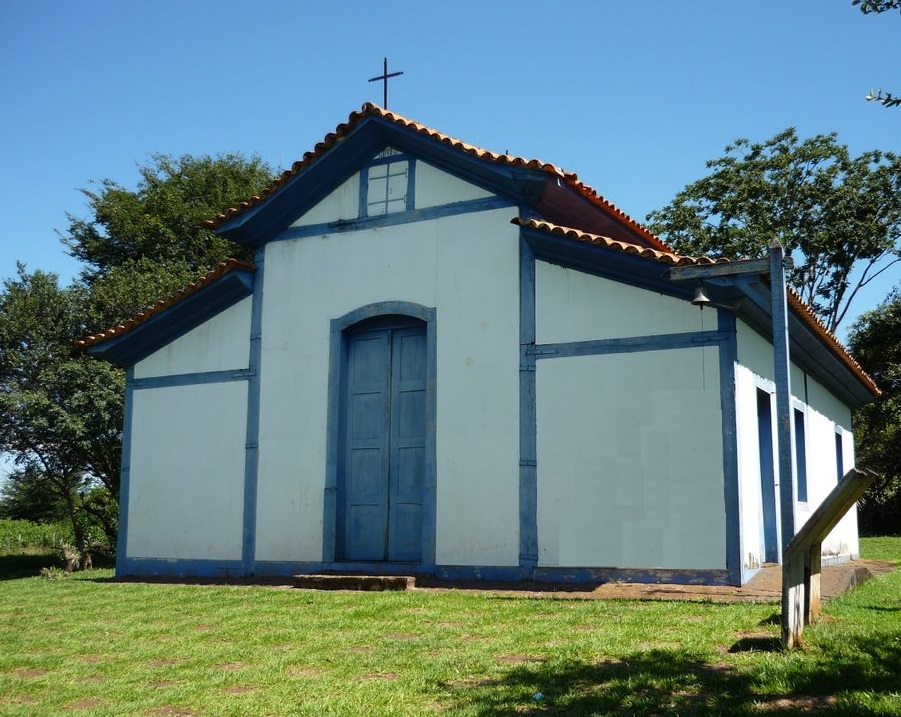
Igreja do centro de Miraporanga

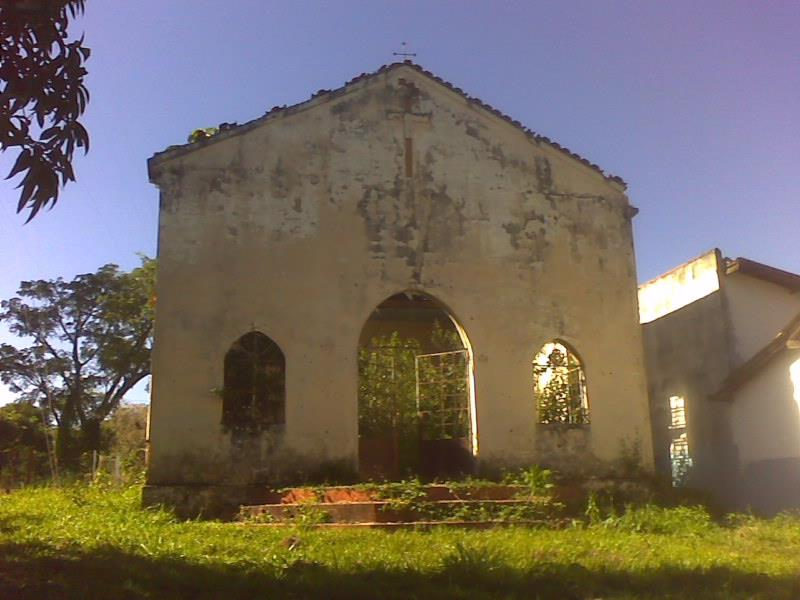
Igreja antiga centro de Miraporanga

- Em 1982 foi aprovado o chácreamento  Morada Nova dentro do distro de Miraporanga, sendo declarado por lei, perímetro urbano do distrito de Miraporanga, no primeiro semestre de 2014, se transformando em bairro Morada Nova.
- Sendo o maior distrito de Uberlândia compreendendo 9 bairros. Praticamente não existe distância entre o Distrito-Sede (Uberlândia) e o Distrito de Miraporanga.
- A 30 metros de distância da sede estão os  Bairros Morada Nova I, Bairro Morada Nova II, Bairro Morada Nova III, Bairro Morada Nova IV, Bairro Morada Nova V, Bairro Morada Nova VI, Bairro Morada Nova VII e Bairro Morada Nova VIII, sendo o centro do distrito, localizado a 44km da sede).

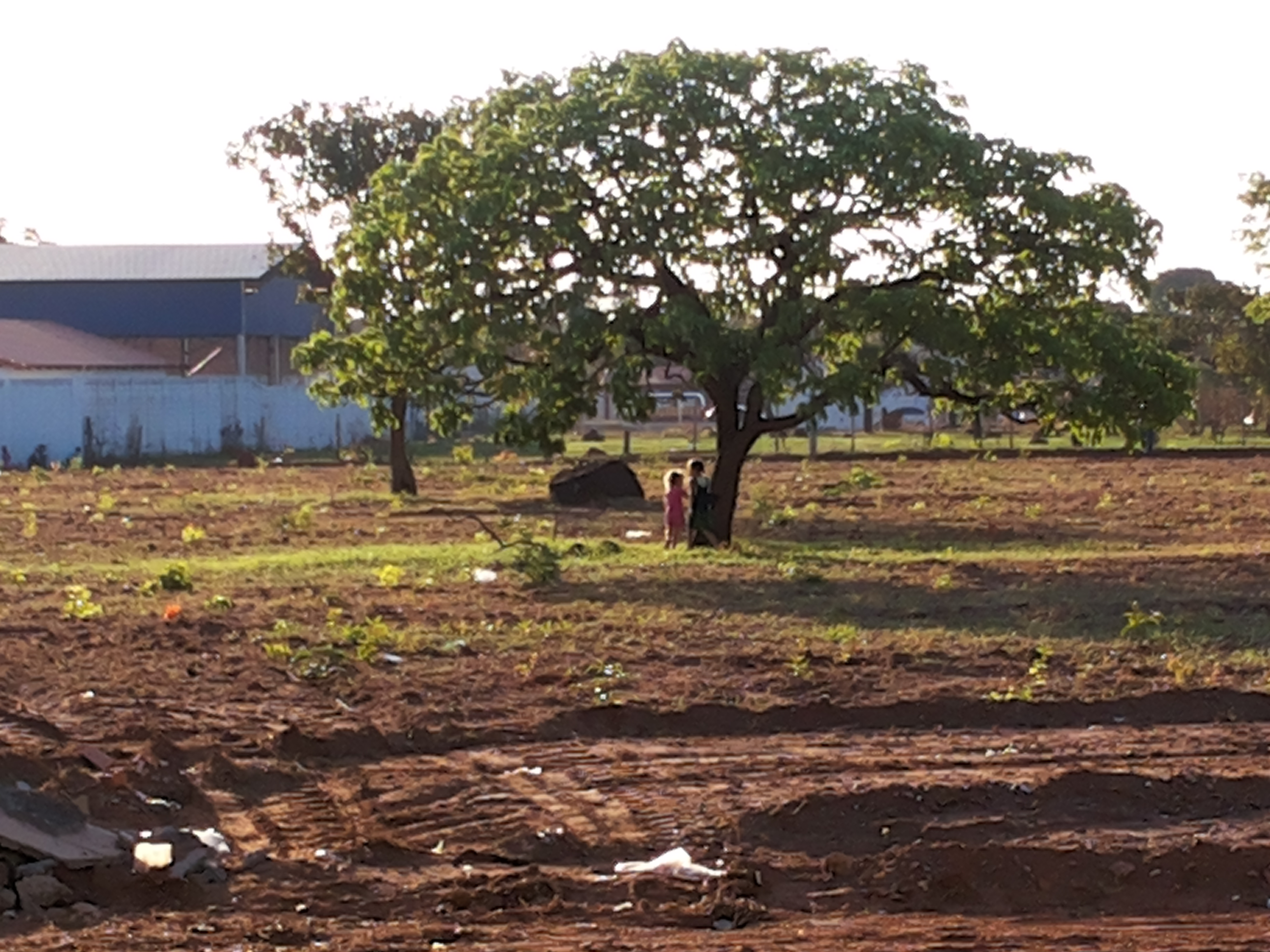
Futura Praça Bairro Morada Nova - Miraporanga

- Além dos bairros, o distrito compreende  6 outras comunidades (Douradinho, Barra do tijuco, Cabaçal, Água Limpa, Babilônia ( parcial) e parte do Bom Jardim) e ainda grandes setores de chácaras, como Eldorado, Chácaras Douradinho, Sítio de Recreio Lago Azul.

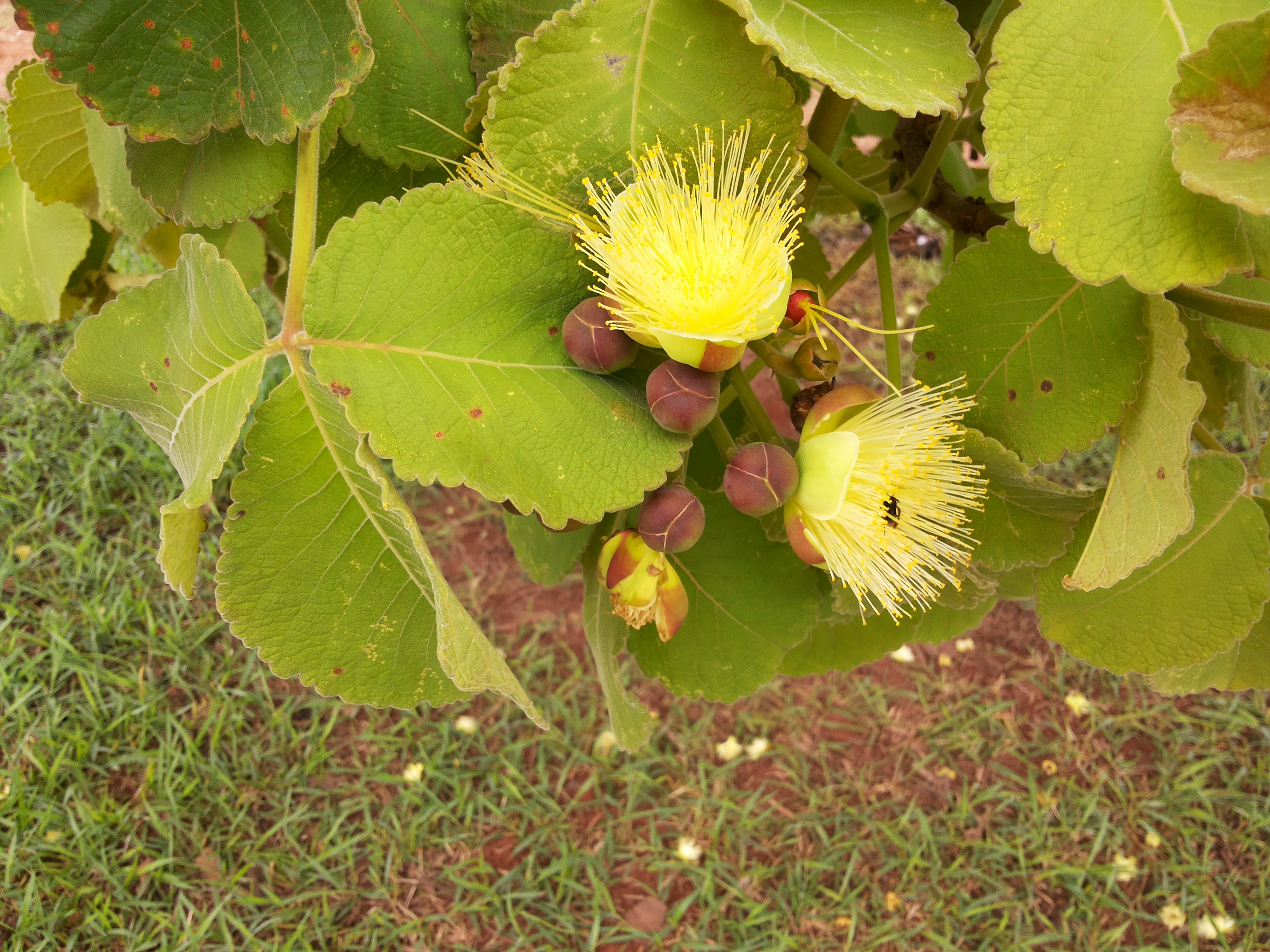
Flor pequi Bairro Morada Nova - Miraporanga

- A população estimada do distrito em 2010, era de 10.267 habitantes, sendo 239 deles do centro do distrito.  (Atlas Escolar de Uberlândia - Jorge Luis Silva & Eleusa Fatima de Lima - 2a. ed Uberlândia - EDUFU- 2011).Cartório - Bairro Morada Nova - Miraporanga

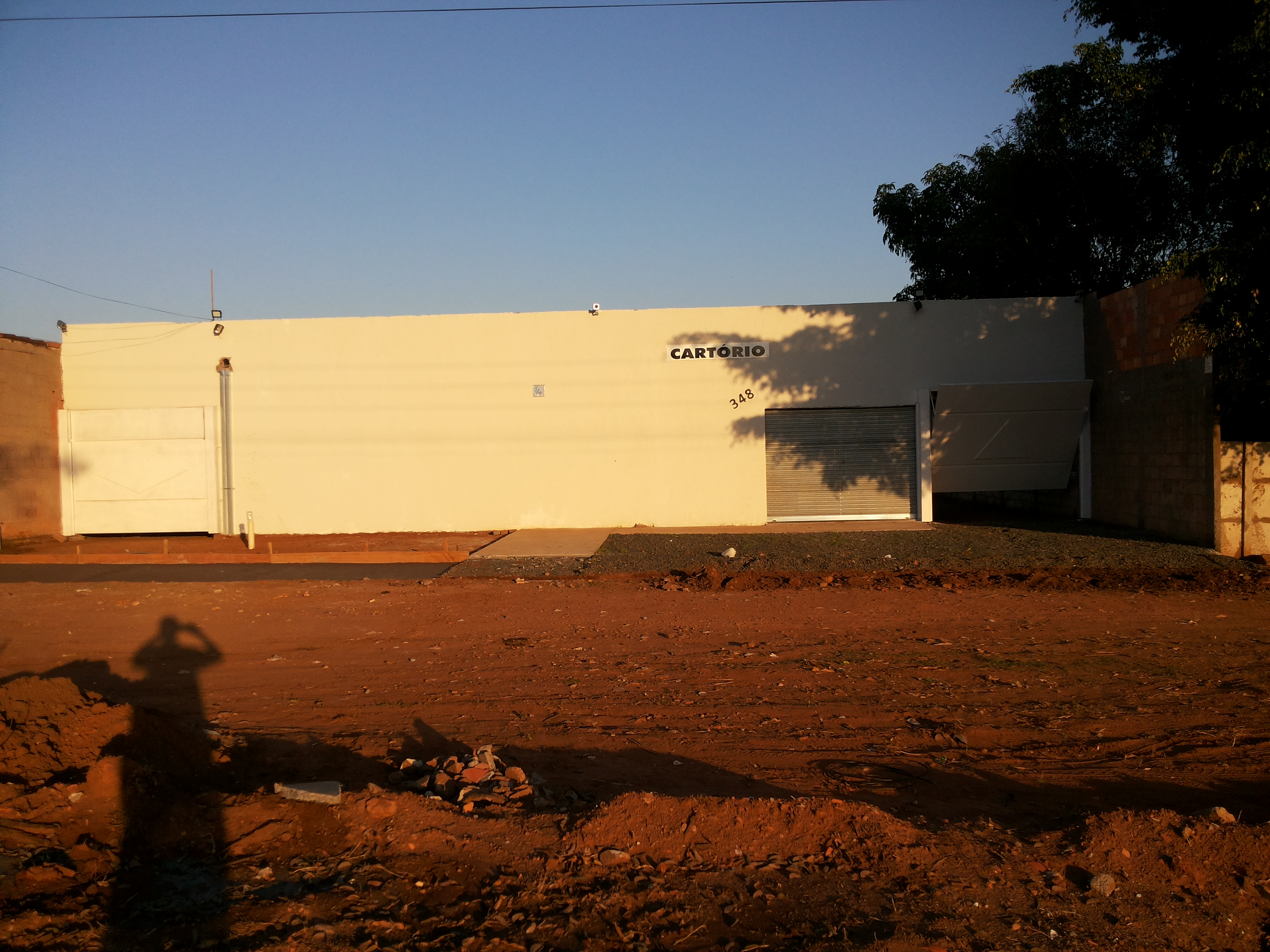
Cartório - Bairro Morada Nova - Miraporanga

- O centro do distrito conta com um posto de saúde, uma escola, posto de correio, e 5 casas para policiais (2014). Os principais pontos turísticos são a natureza exuberante, um marco de 1810 "considerado o primeiro colocado no

município" situado na praça, e a igreja construída em 1852. O distrito conta com diversos núcleos
de população, que ficam espalhados por várias regiões. Recentemente, foi realizada
 a construção de uma rodovia, que liga o
distrito sede (Uberlândia) até o distrito de Miraporanga, e que se estenderá até o município de Campo
Florido, o que promete acelerar o crescimento da região.
- O território do Distrito é fronteiriço aos municípios Prata, Monte Alegre, Veríssimo e Uberaba.
- Dentro do distrito há a fazenda "Água Limpa" da Universidade Federal de Uberlândia, duas grandes usinas, o Terminal da Petrobras em Uberlândia, várias fazendas de Multinacionais e outros produtores.

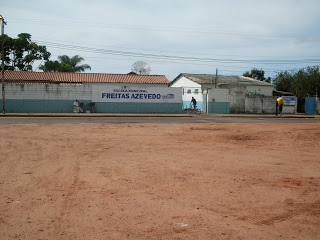
Escola Municipal Freitas Azevedo Bairro Morada Nova - Miraporanga

## Distância do centro e da sede
- O loteamento central de Miraporanga, fica a 38 km do Centro de Uberlândia e fica no extremo da região sudoeste da cidade.

[[File:Escola Freitas Azevedo morada nova miraporanga uberlândia.jpg|thumb|morada nova miraporanga uberlândia]]
https://commons.wikimedia.org/wiki/File:Escola_Freitas_Azevedo_morada_nova_miraporanga_uberl%C3%A2ndia.jpg+Ficheiro:Relief+Map+of+Brazil.jpgEste+artigo++sobre+geografia+do+Brasil+é+um+esboço.++Você+pode+ajudar+a+Wikipédia+expandindo-o.